# ジャンプ・ロンドン
ジャンプ・ロンドン(Jump London)とは、イギリスで放送されたフリーランニングをテーマにしたドキュメンタリー番組である。

## 概略
2003年にチャンネル4によって放送された。監修はマイク・クリスティ、プロデューサーはオプトマンテレビジョンである。
この番組では3人のトレーサー（フリーランニングのプレーヤー）が登場する。セバスチャン・フォーカン(Sebastien Foucan)、ジェローム・ベン・アロウェス(Jerome Ben Aoues)、ヨハン・ビグロクス(Johann Vigroux)の3人は番組中、ロイヤル・アルバート・ホール、グローブ座、HMSベルファストなど、たくさんのロンドンの有名なスポットを自由に走り回っている。
続編として、ジャンプ・ブリテン(Jump Britain)が2005年1月に放送された。この番組もマイク・クリスティが監修である。